# Vandnavle
Vandnavle (Hydrocotyle vulgaris), også kaldet Almindelig Vandnavle, er en flerårig plante i skærmplante-familien. Fra den nedliggende, rodslående stængel udgår oprette bladstilke med skjoldformede blade samt korte blomsterskafter med 2-5- blomstrede hoveder. Blomsterne er hvidlige eller rødlige. Vandnavle er udbredt i Europa (især Vesteuropa), Lilleasien og Nordafrika.
I Danmark er Vandnavle temmelig almindelig på fugtig bund i moser, kær og ved søbredder. Den blomstrer i juli til september.